# Dylan Jacobs
Dylan Jacobs (* 15. Juni 2000) ist ein US-amerikanischer Leichtathlet, der im Mittel- und Langstreckenlauf an den Start geht.

## Sportliche Laufbahn
Dylan Jacobs wuchs in Orland Park in Illinois auf und studierte ab 2019 an der University of Notre Dame und später an der University of Tennessee. 2019 wurde er mit den Notre Dame Fighting Irish NCAA Hallenmeister in der Distanzstaffel und für die Tennessee Volunteers wurde er 2022 NCAA-Collegemeister im 10.000-Meter-Lauf sowie 2023 Hallenmeister über 5000 Meter. 2025 startete er im 3000-Meter-Lauf bei den Hallenweltmeisterschaften in Nanjing und belegte dort in 7:48,41 min den fünften Platz.

## Persönlichkeiten
- 5000 Meter: 13:10,66 min, 17. Mai 2024 in Los Angeles
  - 3000 Meter (Halle): 7:30,45 min, 8. Februar 2025 in New York City
  - 5000 Meter (Halle): 13:07,89 min, 2. März 2025 in Boston
- 10.000 Meter: 28:01,53 min, 13. April 2023 in Azusa